# Unternehmensnachfolge
Der Begriff Unternehmensnachfolge (in älterer Schreibweise auch Unternehmernachfolge) umfasst den Nachfolgeprozess, seine Voraussetzungen, Ziele und Eigenheiten. Unternehmensnachfolgen haben unterschiedliche Gründe (wie z. B. Alter, Krankheit, Tod) und vielfältige Alternativen (wie Vererbung oder Verkauf). Die Nachfolge ist ein typisches Thema des Mittelstandes; wenngleich in Konzernen beim Führungswechsel auch oftmals von Nachfolge gesprochen wird. In mittelständischen Unternehmen spielt neben dem Wechsel in der Leitung eines Unternehmens darüber hinaus der Wechsel am Eigentum eine (oftmals zentrale) Rolle.

## Begriff
Der Begriff Unternehmensnachfolge hat keine einheitliche Definition. Weit gefasst beschreibt der Begriff den personellen Wechsel im Kontext eines Wirtschaftsunternehmens. Er wird auf verschiedene Vorgänge angewandt:
- den Übergang der Management-Verantwortung auf einen neuen angestellten Geschäftsführer oder Vorstand in einer Nicht-Familiengesellschaft,
- den Verkauf eines eignergeführten Unternehmens,
- die Errichtung einer Stiftung und der Einbringung eines Unternehmens,
- die Verpachtung eines Unternehmens
- den „typischen“ Fall, der Ablösung des Vaters/der Mutter durch eines oder mehrere Kinder als geschäftsführende Gesellschafter eines Familienunternehmens.[1]

Felden und Pfannenschwarz sehen in der Unternehmensnachfolge zuerst die Führungsnachfolge und damit die Frage, wer die oberste Hierarchieebene besetzt. Zudem stellt sich die Frage der Eigentumsnachfolge, die z. B. durch den Verkauf der Verfügungsrechte oder in Form einer unentgeltlichen Übertragung realisiert werden kann. Dabei ist es unerheblich, ob diese im Zuge einer vorweggenommenen Erbfolge oder beim Todesfall eintritt.
Eine weitere Definition der Unternehmensnachfolge geben Hauser und Kay vom Institut für Mittelstandsforschung Bonn (IfM Bonn). Sie sehen eine Unternehmensnachfolge nur gegeben, wenn ein Eigentümerunternehmer die Leitung seines Unternehmens abgibt. Demnach können Unternehmensnachfolgen nur in eigentümer- oder familiengeführten Unternehmen auftreten, also in Unternehmen, in denen bis zu zwei natürliche Personen oder ihre Familienangehörigen mindestens 50 % der Anteile halten und diese natürlichen Personen zugleich Teil der Geschäftsführung des Unternehmens sind.
Als zweites Merkmal sehen sie den Übergang der Leitung des Unternehmens an. Ein bloßer Übergang des Eigentums ohne gleichzeitigen Leitungswechsel stellt jedoch aus ihrer Sicht keine Nachfolge, sondern eine Übernahme dar. Das dritte Merkmal spezifiziert die Gründe für die Übergabe der Unternehmensleitung. Sie müssen auf die Person des Eigentümermanagers zurückgehen, Beispiele für solche Gründe sind persönliche Gründe, Alter, Unfall, Krankheit, Tod oder unter Umständen auch die Aufnahme einer abhängigen Beschäftigung, wenn dies nicht aufgrund der wirtschaftlichen Situation des Unternehmens erfolgt.

## Formen der Unternehmensnachfolge
Folgende Tabelle gibt eine Übersicht zu den Formen der Unternehmensnachfolge in ihrem Verhältnis von Führungs- und Eigentumsnachfolge.
| Führungsnachfolge durch:  | Familienangehörige                                                        | Mischformen                                                               | Belegschaft            | Familienfremde                                     |
| Eigentumsnachfolge durch: |                                                                           |                                                                           |                        |                                                    |
| Familienangehörige        | Traditionelle, rein familieninterne Nachfolge                             | Gemischte Geschäftsführung                                                | k. A.                  | Eigentumsnachfolge mit Fremd-GF, Verpachtung       |
| Mischformen               | Partner, Venture Capital-Geber, Beteiligungsgesellschaft                  | Einbezug aktiver Partner                                                  | k. A.                  | z. B. Stiftungslösungen                            |
| Belegschaft               | Umwandlung zur Genossenschaft                                             | Umwandlung zur Genossenschaft                                             | Mitarbeiterunternehmen | Umwandlung zur Genossenschaft                      |
| Familienfremde            | Grenzfall: Weiterbeschäftigung von Familienangehörigen nach einem Verkauf | Grenzfall: Weiterbeschäftigung von Familienangehörigen nach einem Verkauf | k. A.                  | Verkauf: - strategischer Investor - Finanzinvestor |

Eine andere Unterscheidung bei den Formen der Nachfolge kann zwischen der geplanten, der ungeplanten und der unerwarteten Unternehmensnachfolge vorgenommen werden. Bei der geplanten Nachfolge wird mittelfristig ein Nachfolger gesucht, aus der Familie, aus dem Unternehmen oder von
außerhalb. In seinem Testament stellt der Übergeber durch entsprechende Verfügungen eine klare Nachfolge sicher.
Ungeplante Unternehmensnachfolgen entstehen durch Scheidungen, Streitigkeiten in der Inhaberfamilie oder dem plötzlichen Entschluss des Unternehmers zum Aufhören. So entwickeln erfolgreiche Unternehmer manchmal den Wunsch, aus dem Unternehmen auszusteigen, da sie genügend finanzielle Mittel für die weitere Lebensplanung erarbeitet haben.
Unerwartet ist eine Nachfolge wiederum, wenn sie aufgrund von Krankheit, Unfall oder auch durch den Tod des Unternehmers entsteht. Damit auch in solchen Fällen der Fortbestand des Unternehmens gesichert werden kann, muss die Unternehmensnachfolge hier kurzfristig erfolgen. Dafür ist eine Notfallplanung unabdingbare Voraussetzung. Deshalb ist es umso wichtiger, sich frühzeitig mit der Nachfolgeplanung zu befassen.

## Ausprägungen der Unternehmensnachfolge
Eine Unternehmensnachfolge kann sich aus verschiedenen Gründen ergeben und ganz unterschiedliche Ausprägungen aufweisen.
Die folgende Tabelle zeigt mögliche Ausprägungen der Unternehmensnachfolge:
| Kriterium                 | Ausprägungen                         | Ausprägungen                         |
| ------------------------- | ------------------------------------ | ------------------------------------ |
| Planbarkeit               | geplant                              | ungeplant                            |
| Zugehörigkeit             | Familiennachfolger                   | externer Nachfolger                  |
| Auslöser                  | eigenbestimmt                        | fremdbestimmt                        |
| Akzeptanz                 | freundlich                           | feindlich                            |
| Betroffene Führungsebenen | eine Ebene                           | mehrere Ebenen                       |
| Ausgangssituation         | solide Geschäftsbasis                | Krise                                |
| Strategiefortsetzung      | Fortführung des bisherigen Geschäfts | Veränderung des bisherigen Geschäfts |

Die verschiedenen Ausprägungen sind für die konkreten Gestaltungsmöglichkeiten bei der Nachfolge von entscheidender Bedeutung. Viele Maßnahmen müssen im Voraus geplant werden, Planbarkeit ist also ein entscheidender Erfolgsfaktor. Zudem kann der Wunsch nach einem Familiennachfolger die Optionen einschränken. Bei einer feindlichen Grundstimmung im Unternehmen ist eine besondere Berücksichtigung der Mitarbeiterbelange erforderlich. Ist die Geschäftsbasis solide, erleichtert dies dem Nachfolger die Einarbeitung und die Chancen für eine Fortführung oder eine Veränderung des bisherigen Geschäfts steigen.
Bei Unternehmen mit hohem Anteil von Humankapital am Betriebsvermögen oder anderen Fällen wie unsicherer Führungsnachfolge, kann eine Fortführung der Geschäftsaktivität per Employee-Buy-Out oder körperschaftlicher Wandlung zur Genossenschaft erfolgen. Eine derartige Entscheidung kann Mitarbeiterstamm und Geschäftsfeld erhalten und die Führungsnachfolge vom zukünftigen Unternehmenserfolg abhängig machen. Die Variante wird als besonders risikoarm und stabilisierend gewertet.

## Ablauf und Phasen der Unternehmensnachfolge
Gemäß dem EMF-Institut der Hochschule für Wirtschaft und Recht Berlin lässt sich die Unternehmensnachfolge in fünf Phasen gliedern. Dazu gehört zunächst die Phase der Information und Bestandsaufnahme, in der vorbereitende Maßnahmen ergriffen werden. Dazu gehört die Einschätzung von den Chancen bzw. Risiken einer Nachfolge. Auf diese Phase folgt die Phase der Analyse und Strategie, in der Unternehmer und Nachfolger Situationsanalysen durchführen. Die Phase des Konzepts und Geschäftsplans umfasst die Entwicklung eines Nachfolgekonzepts und die Planung weiterer Maßnahmen, beispielsweise zu steuerlichen bzw. rechtlichen Aspekten. Die Umsetzungs- und Übertragungsphase beschäftigt sich mit der Implementierung vorab definierter Schritte, wozu die Eigentumsübertragung maßgeblich gehört. Die häufig übersehene, abschließende Phase des Aufbruchs und Lebens nach der Übertragung setzt sich mit Aspekten auseinander, die sich auf den Einstieg des neuen Unternehmers und Ausstieg des ausscheidenden Unternehmers beziehen. Die folgende Abbildung veranschaulicht die fünf Phasen der Unternehmensnachfolge:

### Information und Bestandsaufnahme
Für die Vorbereitung einer Unternehmensnachfolge muss ein Übergeber neben der Klärung der persönlichen Übergabebereitschaft die unternehmerischen und persönlichen Ziele klären, die mit der Unternehmensnachfolge verbunden sind. Darüber hinaus muss das Unternehmen auf dessen Übergabefähigkeit überprüft werden, damit der Nachfolger grundsätzlich das Unternehmen erfolgreich fortführen kann. Dazu gehört auch die Berücksichtigung eines dokumentierten Notfallplans, der in Zeiten (überraschender) Krisensituationen die Stabilität des Betriebs aufrechterhalten kann. Der Nachfolger sollte sich bewusst über die individuelle Motivation sein und ein klares Ziel in der Übernahme des Unternehmens definieren. Darüber hinaus muss vorbereitend geprüft werden, inwieweit der Nachfolger den Anforderungen des Unternehmens fachlich und kaufmännisch gewachsen ist. Wissenslücken sollten durch Fortbildungsmaßnahmen geschlossen werden. Wenn mehrere Nachfolger gemeinsam übernehmen, ist es wichtig, dass sie einen Konsens für ihre Vorstellungen und die zukünftige Zusammenarbeit finden. Am Ende der Bestandsaufnahme müssen die Interessen und Vorstellungen aller Beteiligten miteinander in Einklang gebracht werden. Dabei sollten auch potenzielle Konflikte und Probleme angesprochen werden.

### Analyse und Strategie
In dieser Phase legen Unternehmer und Nachfolger den Zeitpunkt der Unternehmensübergabe fest. Häufig erstreckt sich der Nachfolgeprozess auf eine Dauer von mindestens zwei bis fünf Jahre, gelegentlich auch länger. Der Unternehmer sollte ferner den Finanzbedarf für die Zeit nach dem Unternehmensausstieg klären. Nachfolger sollten auch bereits das Unternehmen näher prüfen, um besser einschätzen zu können, ob sie die Nachfolge für das Unternehmen wirklich antreten möchten. Dazu ist das Einbeziehen von möglichen Risikofaktoren unerlässlich. Ist der Unternehmer beispielsweise nicht bereit „loszulassen“, könnte dies eine Wirkung auf dessen Kaufpreisvorstellung haben. Aus Sicht des Nachfolgers ist es ratsam entsprechende Risiken frühzeitig aufzunehmen und zu bewerten. Falls die Bewertung zugunsten der Übernahme ausfällt, empfiehlt es sich u. a. einen Zeitpunkt zur Übernahme mit dem Unternehmer zu spezifizieren. Anders als der betriebsinterne und externe Nachfolger profitiert ein familieninterner Nachfolger häufig neben den finanziellen auch von ideellen Vorteilen wie dem Wissenstransfer aus der Unternehmerfamilie.

### Konzept und Geschäftsplan
Angeknüpft an die Planung des individuellen Finanzbedarfs ist es wichtig, dass der Unternehmer die geeignete Form der Übertragung bestimmt. Neben der Übertragung der Führungsverantwortung kann auch das unternehmerische Vermögen übertragen werden. Dazu gibt es grundsätzlich drei Möglichkeiten:
- unentgeltlich, durch eine Schenkung oder Erbschaft,
- entgeltlich, durch den Verkauf des Unternehmens,
- oder durch die Trennung von Eigentum und Management, wenn Entscheidungen verzögert oder eine vollständige Übertragung des Eigentums vermieden werden sollen.[11]

Grundsätzlich variieren die Übertragungsformen mit dem Nachfolgetypen. Bei betriebsinternen bzw. externen Übernahmen stellen Unternehmer für gewöhnlich einen Preis für den Erwerb des Unternehmers an den Markt. Im Gegensatz dazu wird das Unternehmen häufig an einen familieninternen Nachfolger verschenkt. Die Übertragungsform spielt eine wesentliche Rolle in dieser Phase des Nachfolgeprozesses und sollte wesentliche Beachtung erhalten, damit der Nachfolgeprozess mit einem bestimmen Nachfolger nicht an preislichen Aspekten scheitert. An die Übertragungsform sind auch zahlreiche rechtliche bzw. steuerliche Gesichtspunkte geknüpft. Der Nachfolger sollte sich in der Konzeptionierungsphase bereits intensiv Gedanken zur Sicherung des nachhaltigen Unternehmenserfolgs machen. Dazu zählt die (Weiter-)Entwicklung der Unternehmensstrategie. Da betriebsinterne und externe Nachfolger der Zahlung eines Kaufpreises unterliegen, sollten auch Möglichkeiten der Finanzierung des Übernahmevorhabens erkundet werden, wozu beispielsweise regionale staatliche Förderangebote zur Verfügung stehen. Die Planung der Schritte zur erfolgreichen Unternehmensnachfolge sollte ferner frühzeitig von Unternehmer und Nachfolger konkretisiert werden.

### Umsetzung und Übertragung
Diese Phase setzt sich mit der Implementierung planerischer Aktivitäten und dem Vollzug der Eigentumsübertragung auseinander. Dazu sollten sich familien- und betriebsinterne Nachfolger mit dem Verständnis der neuen Rolle im Unternehmen beschäftigen, insbesondere gegenüber wichtigen Stakeholdern innerhalb sowie außerhalb des Unternehmens. Für Unternehmer und Nachfolger gilt es herauszufinden, wie die Nachfolge am geeignetsten an Mitarbeiter und Geschäftspartner kommuniziert werden kann. Gibt es beispielsweise eine größere Veranstaltung oder werden Lieferanten bzw. Kunden persönlich besucht? Abgesehen von der tatsächlichen Übertragung von Führungsverantwortung und Vermögenswerten ist es entscheidend sicherzustellen, dass die für den Unternehmenserfolg kritischen Mitarbeiter das Unternehmen nicht verlassen. Mit der Sicherung von Schlüsselpersonen soll gewährleistet werden, dass das Unternehmen auch Erfolge in der nahen Zukunft verzeichnen kann, ohne dass zentrale Ressourcen bedingt durch den Unternehmerwechsel verloren gehen.

### Nach der Übertragung
Häufig betrachten Personen, die an einer Unternehmensnachfolge teilnehmen, den Nachfolgeprozess als beendet an sobald die Eigentumsanteile übertragen wurden. Allerdings gibt es zahlreiche Stolpersteine für den Nachfolger, denn nun wird die operative Arbeit erst ganz konkret angegangen. Auch der Ex-Unternehmer steht vor neuen Herausforderungen, die insbesondere im privaten Bereich angesiedelt sind. Die frühzeitige Berücksichtigung von relevanten Aspekten hilft sowohl Unternehmer als auch Nachfolger etwaige Überraschungen zu vermeiden bzw. planbar zu machen. Für den Unternehmer könnte die Auseinandersetzung mit Aspekten zur Gesundheitsvorsorge eine wesentliche Rolle spielen. Auch sollte dessen Rolle im Unternehmen eindeutig festgelegt werden. Die jahrelange Weiterbegleitung oder sogar Einflussnahme auf geschäftliche Aktivitäten und Steuerungsprozesse könnte sich unter Umständen kontraproduktiv auswirken, wenn die Rolle des Unternehmers ursprünglich anders mit dem Nachfolger vereinbart wurde. Für den Unternehmer ist es angezeigt, sich fortan neuen Aktivitäten zu widmen, die er etwa jahrzehntelang aus betrieblich notwendigen Gründen aufgeschoben hat.

## Unternehmensnachfolgen in Deutschland
Nach Schätzungen des IfM Bonn steht deutschlandweit im Zeitraum 2014–2018 in 135.000 Familienunternehmen die Nachfolge an. Dabei wird der Begriff Familienunternehmen nahezu identisch mit dem des mittelständischen Unternehmens verwendet: Ein Unternehmen gilt als mittelständisch, wenn dessen Leitung bei den Inhabern liegt, also eine Einheit von Eigentum und Leitung vorliegt. Für die Jahre 2018 bis 2022 kommt das Institut für Mittelstandsforschung Bonn zu dem Ergebnis, dass etwa 150.000 Unternehmen mit rund 2,4 Mio. Beschäftigten zur Übergabe anstehen.
Von den 135.000 Nachfolgen 2014–2018 entfällt rund die Hälfte auf familieninterne Nachfolgen und weitere 29 % auf familienexterne Nachfolgelösungen. Anders als bei familieninternen Übergaben kennen bei externer Nachfolge weder der Käufer das Unternehmen noch der Übergeber den Käufer gut, deshalb stellen die beim Verkauf typischen asymmetrisch verteilten Informationen eine besondere Herausforderung dar. Mitunter findet sich für ein übergabereifes Unternehmen kein Nachfolger und es muss geschlossen werden. Aus diesem Grund ist die Internet-Nachfolgebörse nexxt-change des Bundesministeriums für Wirtschaft und Energie, der KfW Bankengruppe, des Deutschen Industrie- und Handelskammertages, des Zentralverbands des Deutschen Handwerks, des Bundesverbands der Deutschen Volksbanken und Raiffeisenbanken und des Deutschen Sparkassen- und Giroverbands ins Leben gerufen worden. Ziel der Börse ist es, nachfolgeinteressierte Unternehmer und Existenzgründer zusammenzubringen. Hier können Alt-Inhaber nach Nachfolgern und potenzielle Nachfolger nach passenden Unternehmen suchen.
Nach Schätzungen des IfM Bonn aus dem Jahr 2010 sind mehr als 80 % der Nachfolgen in Deutschland altersbedingt. Diese können anders als krankheits- oder durch Tod bedingte Nachfolgen geplant werden.
Der Deutsche Industrie- und Handelskammertag (DIHK) verweist im DIHK-Report zur Unternehmensnachfolge 2018, dass aufgrund fehlender Unternehmensnachfolger die Herausforderungen für abgabebereite Unternehmensinhaber größer werden. Deshalb ist eine frühzeitige Bearbeitung des Themas wichtig. Anlaufstellen für die Unternehmensnachfolge sind z. B. die regionalen Handwerkskammern (HWK), die Industrie- und Handelskammer (IHK), Unternehmensbörsen, Online-Akademien oder Beratungsunternehmen mit dem Schwerpunkt der Unternehmensnachfolge.

## Forschung, Sonstiges
An der Universität Siegen gibt es seit dem Wintersemester 2007/08 einen Lehrstuhl für Unternehmensnachfolge/Entrepreneurship and Family Business und an der Hochschule für Wirtschaft und Recht Berlin einen Lehrstuhl für Unternehmensgründung und Unternehmensnachfolge.

### Statistische Daten zur aktuellen Nachfolgesituation
- Institut für Mittelstandsforschung (IfM) Bonn: Unternehmensübertragungen/Nachfolgen
- DIHK: Unternehmensnachfolge
- KfW: 620.000 mittelständische Unternehmen planen bis 2018 Übergabe oder Verkauf an Nachfolger